# Leonard Statuette
Leonardstatuetten (Estatuilla Leonard) es un premio otorgado por la Norwegian Comedy Writers' Association (Asociación Noruega de Escritores de Comedia). El premio lleva el nombre del instructor, compositor y director de revistas Einar Leonard Schanke (1927-1992), quien fue una de las personalidades más importantes de las revistas en Noruega. El premio es considerado la máxima distinción en las revistas noruegas. Otorgado desde 1968 hasta 2013, la estatuilla se entregaba a personas con una contribución significativa y duradera a la industria del entretenimiento en Noruega. La estatuilla se otorgó nuevamente en 2019, cuando Eldar Vågan fue el recipiente.

## Ganadores del premio

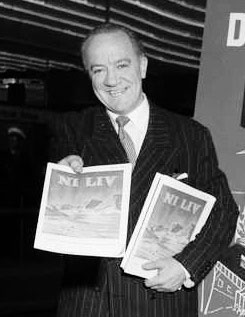
Arvid Nilssen, primer ganador de la Estatuilla Leonard

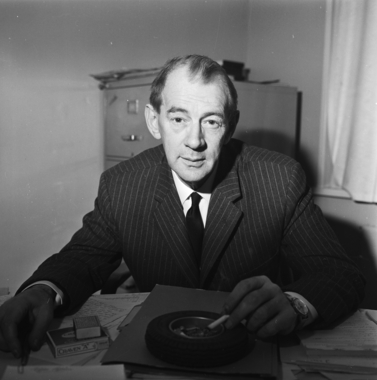
Otto Nielsen, ganador en 1979

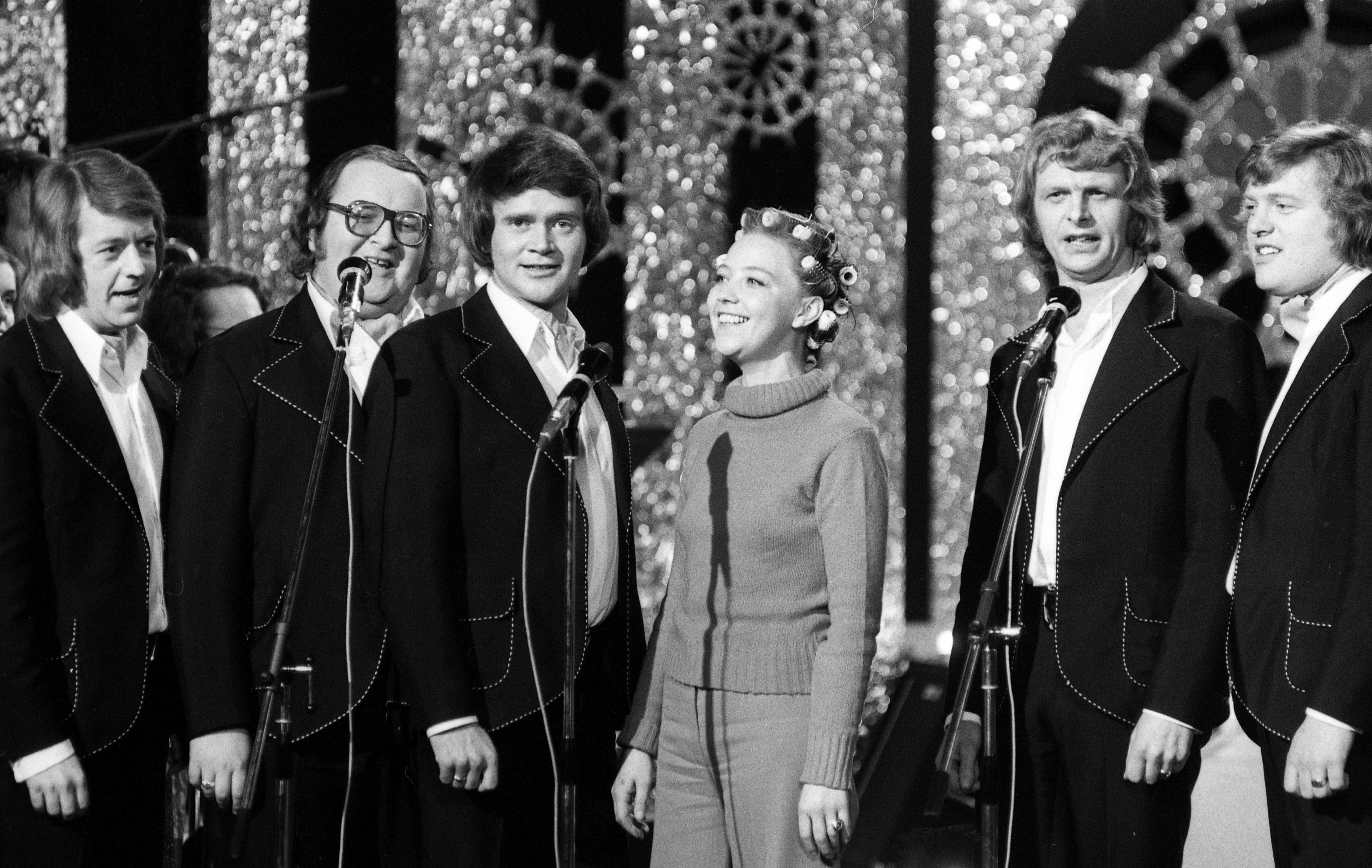
Los Dizzie Tunes (ganadores en 1993) con Grethe Kausland (ganadora en 1991)

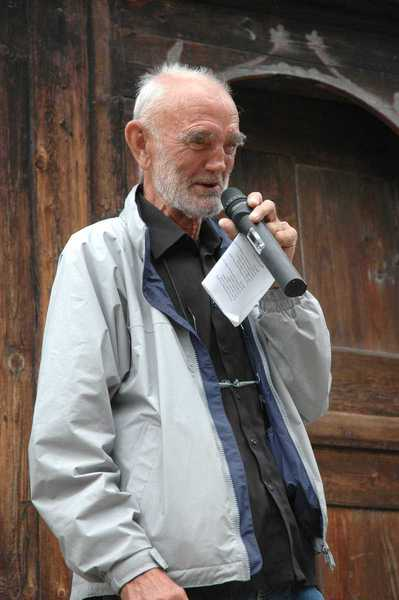
Odd Børretzen, ganador en 2002

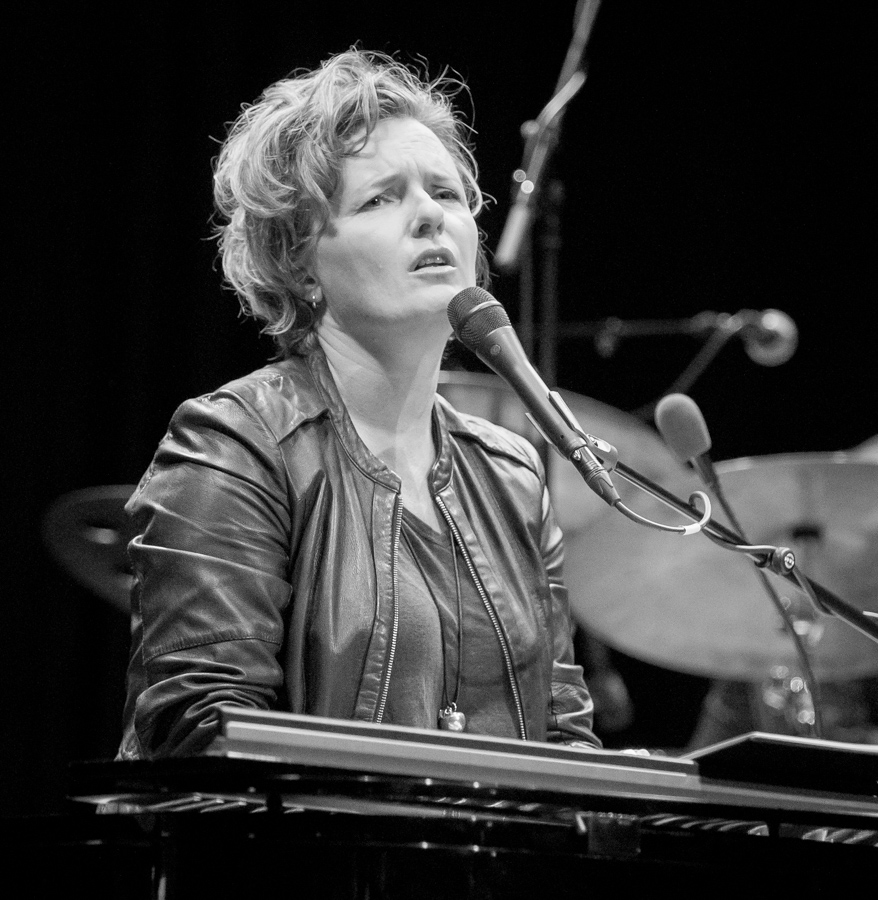
Ingrid Bjørnov, ganadora en 2013

Esta es una lista de los ganadores del premio:
- 1968 – Arvid Nilssen, actor [5]
- 1969 – Leif Juster,[1] actor
- 1970 – no otorgado
- 1971 – Kari Diesen, actriz [6]
- 1972 – Arve Opsahl,[1] actor
- 1973 – Bias Bernhoft, escritor de revistas	[7]
- 1974 – Jens Book-Jenssen,[1] actor
- 1975 – Carsten Byhring,[1] actor
- 1976 – Rolf Just Nilsen, actor [8]
- 1977 – Einar Schanke,[1] instructor y compositor
- 1978 – Rolv Wesenlund,[1] actor
- 1979 – Otto Nielsen,[1] escritor de revistas
- 1980 – Arild Feldborg, escritor de revistas [9]
- 1981 – Alfred Næss, escritor de revistas	[10]
- 1982 – Knut Solberg,[1] escenógrafo
- 1983 – Elsa Lystad,[1] actriz
- 1984 – Harald Heide-Steen Jr.,[1] actor
- 1985 – Arild Haga,[1] escritor de revistas
- 1986 – Elisabeth Granneman, actriz [11]
- 1987 – Sølvi Wang,[1] actriz
- 1988 – no otorgado
- 1989 – no otorgado
- 1990 – Yngvar Numme, actor [12]
- 1991 – Grethe Kausland,[1] actriz
- 1992 – no otorgado
- 1993 – Dizzie Tunes: Tor Erik Gunstrøm, Svein-Helge Høgberg, Einar Idland, Øyvind Klingberg, Yngvar Numme, actores [12]
- 1994 – Bjørn Sand,[1] escritor de revistas
- 1995 – Erik Diesen, escritor de revistas [13]
- 1996 – no otorgado
- 1997 – Øystein Sunde,[1] artista/compositor/letrista
- 1998 – Hege Schøyen y Øivind Blunck,[1] actores
- 1999 – Arthur Arntzen, humorista y satírico [14]
- 2000 – Dag Frøland,[1] actor
- 2001 – KLM (Trond Kirkvaag, Knut Lystad, Lars Mjøen,[1] actores)
- 2002 – Odd Børretzen,[1] humorista y satírico
- 2003 – Brit Elisabeth Haagensli,[1] actriz
- 2004 – no otorgado
- 2005 – Andreas Diesen,[1] historiador de revistas
- 2006 - no otorgado
- 2007 - Jon Skolmen, actor [15]
- 2008 - Jakob Margido Esp, actor y humorista [3]
- 2009 – no otorgado
- 2010 – Rune Gokstad y Øystein Bache[1]
- 2011 – no otorgado
- 2012 – Linn Skåber[1]
- 2013 – Ingrid Bjørnov[1]
- 2014 a 2018 – no otorgado
- 2019 – Eldar Vågan[4]